# Sarah Grünewald
Sarah Backhaus Grünewald (født 5. februar 1984 i Tyskland) er en dansk model, tv-vært og skuespiller.

## Vild med dans
I 2013 blev Sarah Grunëwald valgt som Claus Elmings nye medvært som erstatning for Christiane Schaumburg-Müller i sæson 10 af Vild med dans. Hun vendte tilbage som vært i sæson 11.
Da Vild Med Dans sendte sin femtende sæson i efteråret 2018, fik hun en ny værtsmakker i form af Christiane Schaumburg-Müller, da Claus Elming meddelte, at han ikke vendte tilbage som vært.

## Privat
Hun er født i Tyskland, men er opvokset i Marielyst på Falster.
I 2014 blev hun gift med sin kæreste, Rasmus Backhaus. Deres søn, Luis, er født i marts 2016.
I februar 2019 meddelte Grünewald, at parret skulle skilles.

## Filmografi
- Dirch (2011)
- Unease (kortfilm, 2011)
- Tomgang (2013-2015)
- Det andet liv (2014)